# فرفرية
فرفرية (بالإنجليزية:  Purpura)‏ مصطلح طبي أصله من اللغة اللاتينية ويعني الأرجواني، يستخدم طبيا لوصف حالات تغير بعض مناطق الجلد إلى اللون الأحمر أو الأرجواني نتيجة نزيف سطحي تحت الجلد .
سبب الفرفرية يكون في العادة أما نقص الصفائح الدموية ، التهاب الأوعية الدموية أو النقص الشديد لفيتامين ج (الاسقربوط).
ويستخدم مصطلح فرفرية للطفح الجلدي الذي يبلغ قطره من 0.3 - 1سم، في حين توصف النمشات (الحبرات) (بالإنجليزية:  Petechiae)‏ للتي تكون أقل من 3 ملم، والكدمات (بالإنجليزية:  Ecchymosis)‏ للتي أكبر من 1 سم.